# Hans Baur (Bildhauer)
Hans Baur (* 26. Februar 1829 in Konstanz; † 5. Juni 1897 ebenda) war ein deutscher Bildhauer.

## Leben
Der Vater von Hans Baur war der Schweizer Bildhauer Johann Baur (* 1789 in Homburg TG, Schweiz; † 1837 in Konstanz), der ein Schüler des Schweizer Bildhauers Johann Sporer (1720–1759) war. Nachdem er die höhere Bürgerschule in Konstanz absolviert hatte, hatte Hans Baur 1846 als Schüler des Bildhauers Johann Jakob Oechslin in Schaffhausen erste Begegnungen mit der klassizistischen Kunst.
Großherzog Leopold von Baden gewährte ihm von 1851 bis 1855 ein Stipendium, das es ihm ermöglichte, seine Studien an der Münchener Akademie der Bildenden Künste unter Max Widnmann fortzusetzen. Nach seiner Rückkehr nach Konstanz im Jahr 1855 erhielt er den Auftrag, die Kolossalstandbilder des Hl. Konrad und des Pelagius am Hauptportal des Konstanzer Münsters auszuführen. In der gleichen Zeit entstand eine Statue von Jan Hus.
Ab 1857 arbeitete er an der Kunstschule in Karlsruhe. Dort mietete er beispielsweise ein privates Atelier im Neubau der Akademie in der Bismarckstraße an, wo er die beiden Bildhauer Friedrich Moest und Gustav von Kreß unterrichtete.
Im Jahre 1862 zog er zurück in seine Vaterstadt Konstanz. Von dort ging er von 1863 bis 1864 auf eine Studienreise nach Paris und Rom. Von 1873 bis 1877 unterrichtete er in Konstanz den Bildhauer Joseph Franz Baumeister (1857–1933).
Die feierliche Enthüllung seines letzten Werkes am 30. Oktober 1897 erlebte er nicht mehr. Der Kaiserbrunnen auf der Marktstätte zu Konstanz präsentierte in den Nischen an allen vier Seiten die unterlebensgroßen Standbilder Heinrich III., Friedrich Barbarossa, Maximilian I. und Wilhelm I. Der Brunnen legitimierte somit den Deutschen Kaiser Wilhelm I. in der Rangfolge der Herrscher des Heiligen Römischen Reiches Deutscher Nation.

## Werke (Auswahl)
- Basel

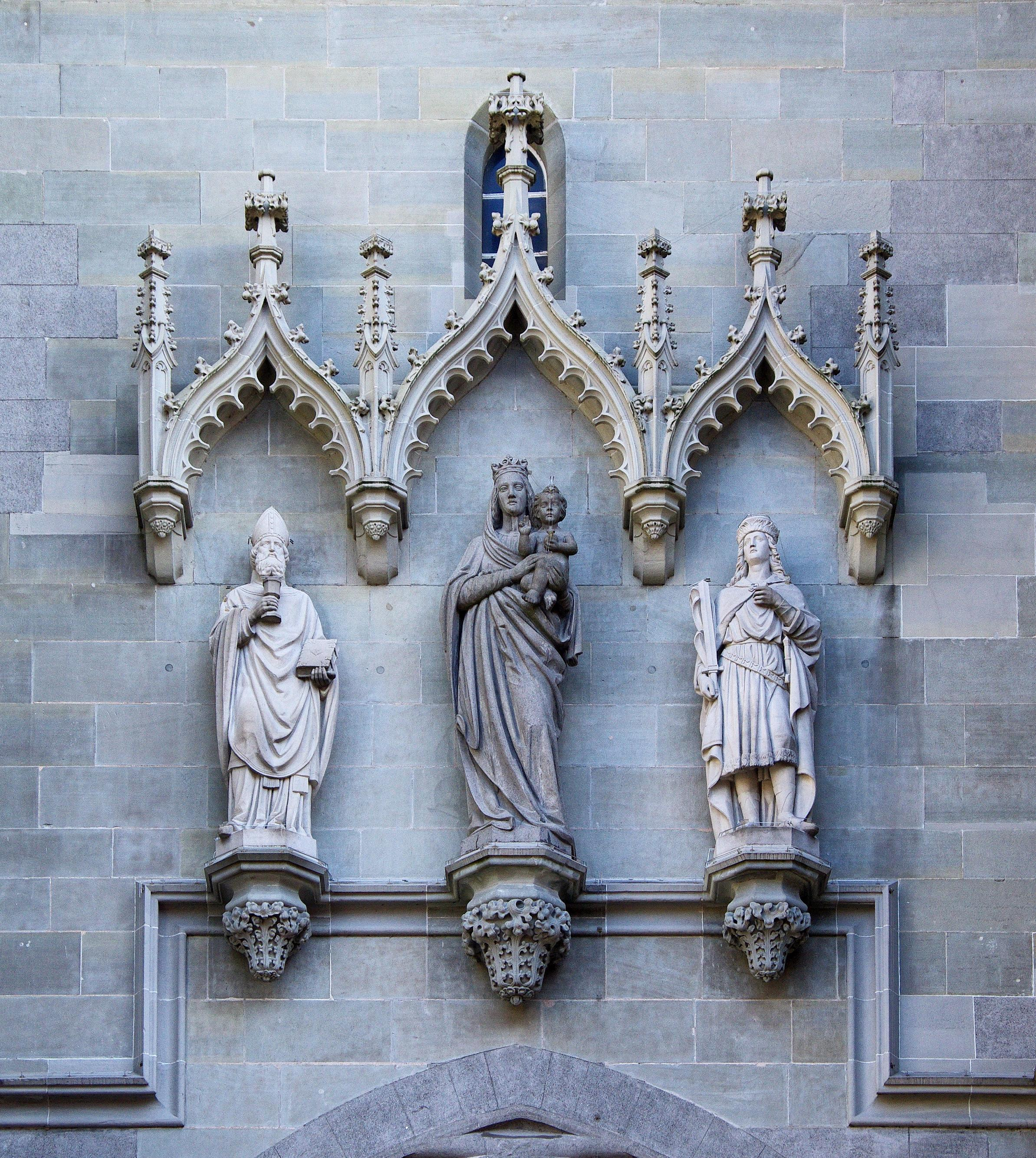
Konrad, Maria und Pelagius am Hauptportal des Konstanzer Münsters

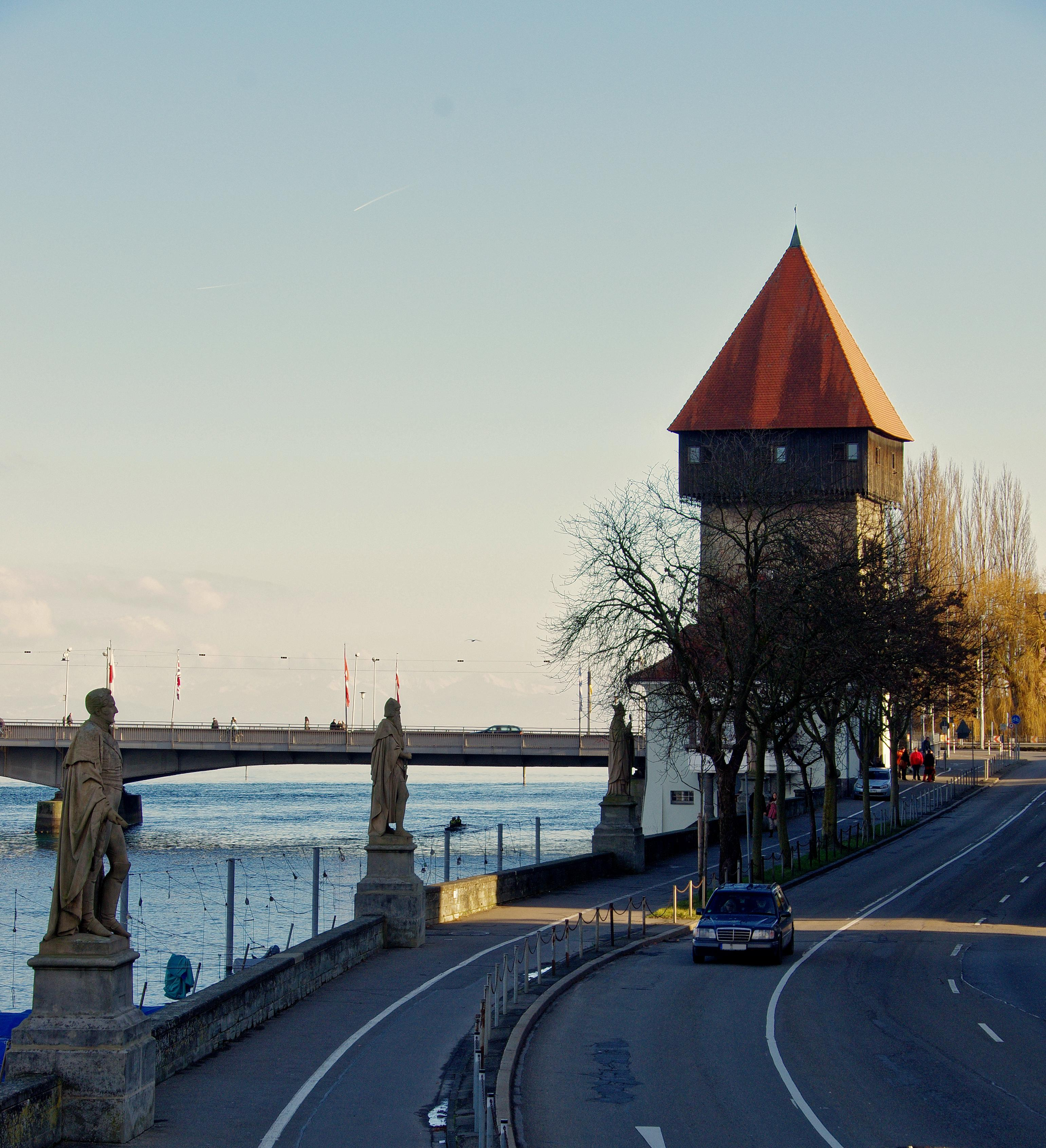
Leopold, Ludwig und zwei weitere Statuen bei der Rheinbrücke Konstanz

  - Gussformen für die Basilisken auf der Wettsteinbrücke, die von Ferdinand Schlöth entworfen wurden (1880)[6]
- Karlsruhe
  - Statue des Markgrafen Ludwig von Baden, des Türkenbezwingers (1858)
- Kehl am Rhein
  - Kolossalstatue des Vater Rhein für die Rheinbrücke (1860 in Eisen gegossen)
- Konstanz
  - Kolossalstandbilder des Hl. Konrad und Pelagius am Hauptportal des Konstanzer Münsters
  - Hochrelief „Christus ruft die Mühseligen und Beladenen“ über den nördlichen Seitenportal des Münsters (1855)
  - Standbilder des Markgrafen Bernhard von Baden und des Bischofs Gebhard von Konstanz an der Fassade des Münsters
  - Standbilder des Herzogs Berthold I. von Zähringen und den Großherzogs Leopold von Baden für die Rheinbrücke bei Konstanz (1862–63), versetzt wegen des Umbaus der Rheinbrücke an den Rheinsteig in Konstanz
  - Büste des Theologen Ignaz Heinrich von Wessenberg in einer Blendnische an der Fassade seines Sterbehauses (1866)
  - Kriegerdenkmal 1870/71 mit einem Standbild der Victoria auf dem Marktstätte (1873)
  - Kaiser Friedrich III.-Büstendenkmal zum 25-jährigen Jubiläum des Infanterie-Regiments Nr. 114, am rechten Brückenkopf der alten Rheinbrücke (enthüllt am 29. Oktober 1892)
- Meßkirch
  - Büstendenkmal des Komponisten Conradin Kreutzer vor dem Schloss (1883)
- Sigmaringen
  - Fürst Johann von Hohenzollern-Standbild (1891)[7]